# Grande Oriente do Brasil Ceará

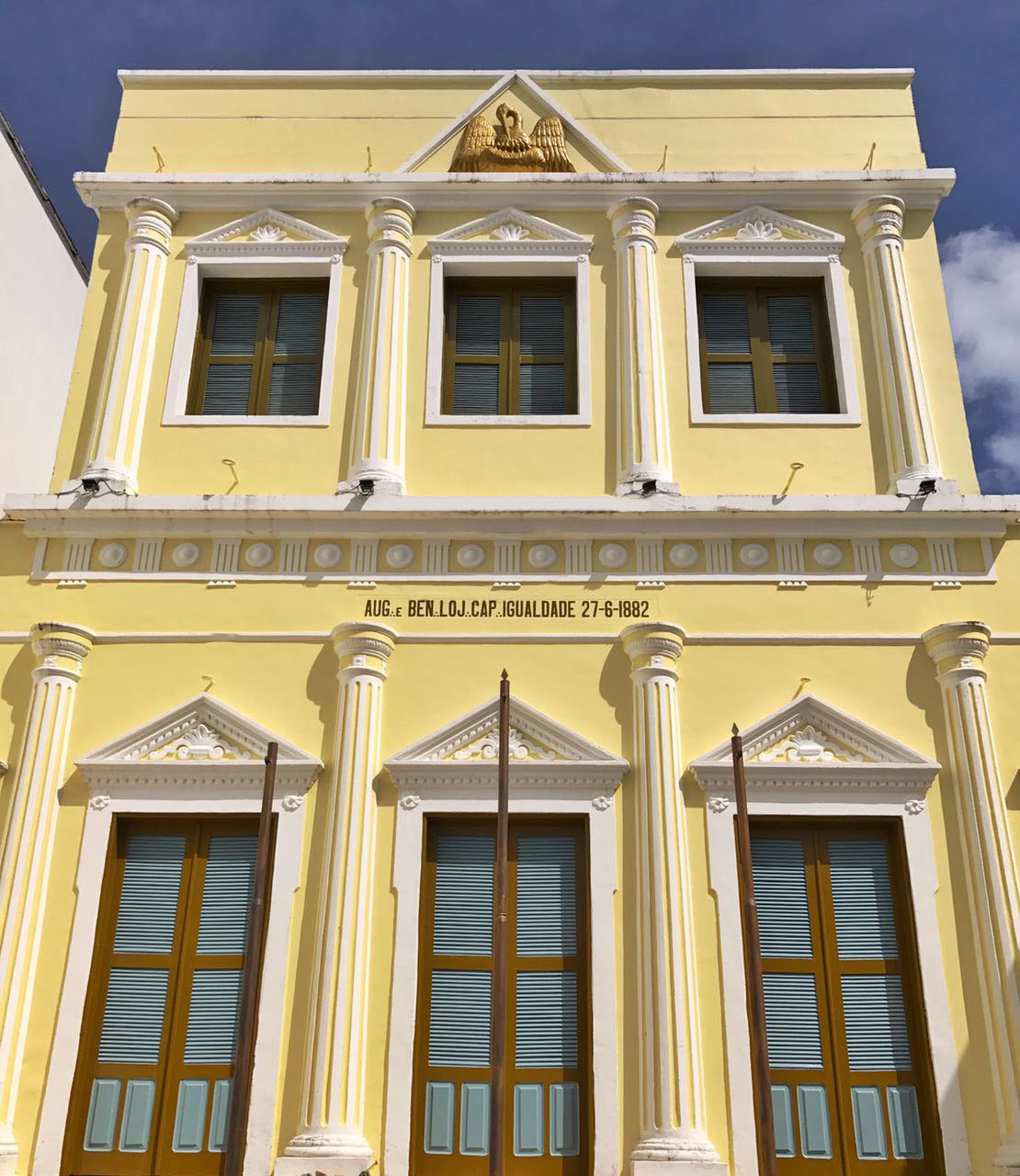
Loja Igualdade, sede do Grande Oriente do Brasil do Estado do Ceará.

O Grande Oriente do Brasil do Estado do Ceará foi fundado em 24 de agosto de 1937, federado ao Grande Oriente do Brasil. Mesmo sendo uma associação mais nova que a Grande Loja Maçônica do Ceará‎, as lojas que se reuniram para lhe fundar eram as mais antigas do estado, como a "Fraternidade Cearense" fundada em 1 de dezembro de 1859 e a "Loja Igualdade No. 405" fundada em 27 de junho de 1882. A entidade é filiada ao Grande Oriente do Brasil e congrega mais de vinte e cinco lojas maçônicas distribuídas em várias cidades do estado. 
O primeiro Grão-Mestre foi José Ramos Torres de Melo. Atualmente o Eminente Grão-Mestre é o Irmão Leonardo de Almeida Monteiro que junto com o seu Grão-Mestre Adjunto Irmão Amaury Neves Marinho vem realizando um grandioso trabalho em prol da Maçonaria cearense e do Grande Oriente do Brasil.
A Maçonaria é uma sociedade "secreta" de carácter universal, cujos membros cultivam o aclassismo, humanidade, os princípios da liberdade, democracia, igualdade, fraternidade e aperfeiçoamento intelectual, sendo assim uma associação iniciática e filosófica. Os maçons estruturam-se e reúnem-se em células autónomas, designadas por oficinas, ateliers ou, como são mais conhecidas e correctamente designadas, Lojas, "todas iguais em direitos e honras, e independentes entre si."
O Grande Oriente do Brasil é a mais antiga Potência Maçônica brasileira associação de Lojas Maçônicas, também chamada de Obediência Maçônica). O GOB participou ativamente em momentos cruciais da história brasileira, como a abolição da escravatura, a proclamação da república dentre outros grandiosos feitos sociais. No ano de 2022 o Grande Oriente do Brasil comemorou em grande estilo os seus 200 anos de existência consagrando-se uma das pouquíssimas entidades civis mais antigas ainda em funcionamento no país. 